# ADN fetal en células libres

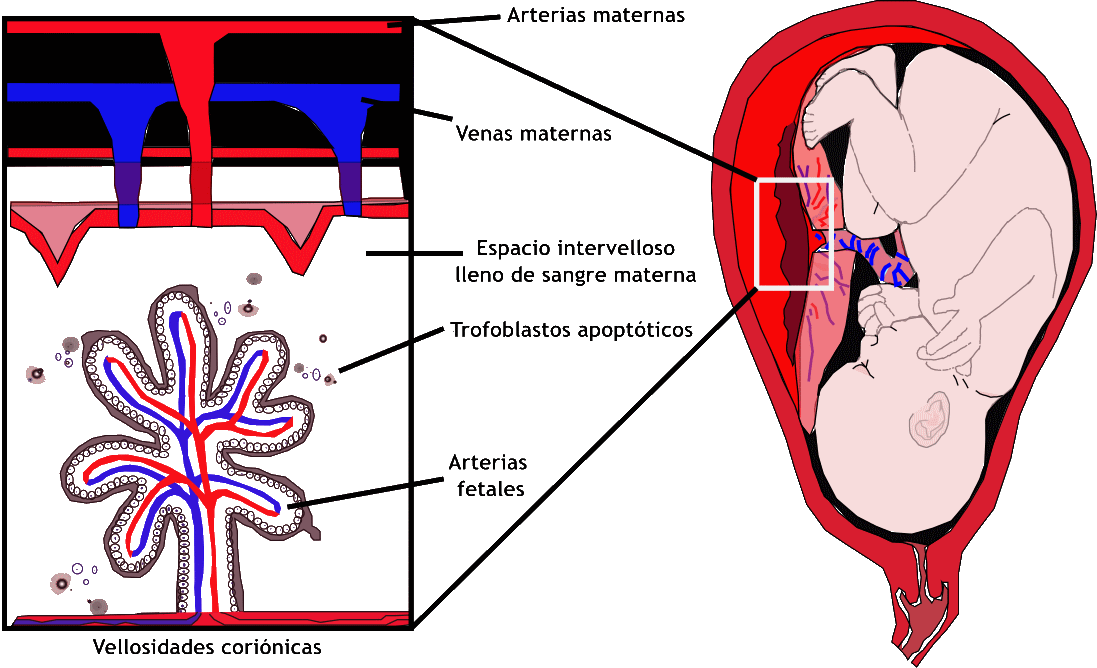
El ADN fetal libre se introduce en el torrente sanguíneo de la madre

El ADN fetal libre en sangre es ADN fetal que circula libremente en el torrente sanguíneo de la madre. Pueden tomarse muestras practicando una venopunción a la madre. El análisis del ADN fetal libre en sangre (materna) es un método de diagnóstico prenatal no invasivo.
El ADN fetal libre en sangre se origina en los trofoblastos que forman la placenta. Se estima que entre el 2 y el 6% del ADN que se encuentra en la sangre de la madre es de origen fetal. El ADN fetal se fragmenta y va a parar al torrente sanguíneo de la madre con las micropartículas de la placenta que se desprenden (imagen). Los estudios muestran que el ADN fetal puede observarse ya a las 7 semanas de gestación, y su concentración aumenta según progresa el embarazo, disminuyendo rápidamente tras el parto hasta el punto de que no es detectable en la sangre de la madre aproximadamente dos horas después del nacimiento. El ADN fetal es considerablemente más pequeño que el ADN materno, ya que lo componen fragmentos de un tamaño de unos 200 pb. Muchos protocolos para extraer el ADN fetal del plasma materno utilizan su tamaño para distinguirlo del de la madre.
Algunos estudios han investigado, e incluso optimizado, protocolos para detectar factores incompatibles RhD o determinar el sexo con el fin de evitar las enfermedades genéticas. Estas pruebas pueden realizarse antes que los métodos actuales de diagnóstico prenatal, y al contrario que en estos últimos, no existe riesgo de aborto espontáneo. La diagnosis prenatal no invasiva se ha implementado en el Reino Unido y en algunas zonas de EE. UU. Puesto que la tecnología sigue avanzando, es muy probable que se produzca un cambio de la biopsia de corion y la amniocentesis –cuyo riesgo de aborto es respectivamente de un 1% y un 2%– a los métodos no invasivos,
Al ser un método de diagnóstico prenatal, la técnica del ADN fetal libre en sangre se ve afectada por los mismos problemas éticos y prácticos que otras técnicas semejantes. Por ejemplo, la posibilidad de que la detección prenatal del sexo pueda facilitar los abortos selectivos.